# Космос-2427
Космос-2427 је један од преко 2400 совјетских вјештачких сателита лансираних у оквиру програма Космос.
Космос-2427 је лансиран са космодрома Плесецк, Русија, 7. јуна 2007. Ракета-носач Сојуз је поставила сателит у орбиту око планете Земље. 